# Do Anything You Say
Do Anything You Say è un brano musicale scritto dall'artista inglese David Bowie e pubblicato come 45 giri il 1º aprile 1966.
Fu il primo singolo accreditato al solo Bowie, sebbene fosse stato inciso con il gruppo The Buzz in cui militava in quel periodo.

## Tracce
1. Do Anything You Say (David Bowie) - 2:32
2. Good Morning Girl (David Bowie) - 2:14

## Formazione
- David Bowie - voce, chitarra, sassofono
- John Hutchinson - chitarra
- Derek "Dek" Fearnley - basso
- John Eager - batteria
- Derek Boyes - tastiere

## Il brano
Si tratta di una composizione in puro stile Rhythm & Blues, con armonie articolate secondo lo schema "domanda-risposta" che richiamano Tired of Waiting for You dei Kinks e soprattutto Anyway, Anyhow, Anywhere degli Who. Ancora una volta dopo You've Got a Habit of Leaving dell'anno precedente, la band londinese esercitò una notevole influenza sulle composizioni di Bowie che con questo brano tornò a uno degli argomenti standard dei testi R&B, un ragazzo che piange nel vedere altre coppie mano nella mano dopo che la sua fidanzata lo ha lasciato e che decide di fare di tutto per farla ritornare.

### Il lato B
Brano dalle sfumature jazz che include anche un ritornello cantato da Bowie in stile scat, Good Morning Girl accenna a Georgie Fame e a I Need Love dei Dave Clark Five, mentre il titolo è un riferimento allo standard Good Morning, School Girl composto da Sonny Boy Williamson I nel 1937, di cui gli Yardbirds avevano già pubblicato una cover. La canzone rimase nel repertorio live dei Buzz durante tutto il 1966.

## Registrazione
Il demo di Do Anything You Say venne registrato ai Regent Sound Studios di Londra il 22 febbraio 1966, mentre la versione definitiva venne incisa il 7 marzo negli studi della Pye Records.

## Uscita e accoglienza
Il 45 giri uscì il 1º aprile 1966, preceduto da un'esibizione promozionale al Target Club di High Wycombe durante la quale David venne intervistato da Earl Richmond di Radio London.
Appena un giorno dopo la pubblicazione, Melody Maker riportò una recensione della cantante Dusty Springfield: «Non ho la più pallida idea di chi sia, ma riesco a vedere lo sforzo che è stato fatto per questo disco. È piacevole, il sound è un po' caotico».
Anche se David e i Buzz continuarono a proporre Do Anything You Say in diversi spettacoli e concerti, incluso il Bowie Showboat che avrebbe preso il via a breve, in termini di vendite il singolo si rivelò l'ennesimo insuccesso.

## Pubblicazioni successive
Sulla scia della crescente popolarità di David Bowie, nel 1972 la Pye Records ripubblicò Do Anything You Say nel Regno Unito e in Giappone, stavolta con I Dig Everything come lato B.
Do Anything You Say è presente nell'EP For the Collector Early David Bowie (1972) ed entrambe le tracce del singolo si trovano nel box set I Dig Everything: The 1966 Pye Singles (1999), nell'EP Don't Be Fooled by the Name (1981, uscito in Italia come Early Bowie) e nelle raccolte David Bowie: The Collection (1985), David Bowie 1966 (1987) e Early On (1964-1966) (1991).

## Cover
Do Anything You Say e Good Morning Girl sono state oggetto di cover, rispettivamente, da parte dei The Great Imposters nell'album tributo Dollars in Drag: A Tribute to David Bowie (1977) e dei Brian Jonestown Massacre nella raccolta di artisti vari Pure Spun Sugar (1998).